# Xie Caiping
Xie Caiping, Mandarijn: 谢才萍, beter bekend als Godmother of Chongqing, Banan District 1963, is de oprichtster en de leidster van de in China zeer beruchte Chongqing Triade. Chongqing is een stad in China en een triade is een Chinese onderwereldorganisatie. Doordat ze de schoonzus was van het lokale politiehoofd kon ze meer dan een decennium ongemoeid haar gang gaan. Ze eindigde in een door TIME opgestelde lijst van meest beruchte bendeleiders op de 10e plaats.
Wegens de Tsjoengking bende-onderzoeken, waarbij in totaal 1544 verdachten werden gearresteerd, stond Caiping op 14 oktober 2006, tezamen met 20 andere verdachten terecht. Ze werd uiteindelijk, wegens leiding geven aan een criminele organisatie, omkopen van politiefunctionarissen en het runnen van illegale casino's, veroordeeld tot 18 jaar cel. Zes andere triadeleden kregen de doodstraf.